# 岩崎う大
岩崎 う大（いわさき うだい、本名：岩崎 宇内（読み同じ）、1978年9月18日 - ）は、日本のお笑いタレント、脚本家、放送作家。漫画家。お笑いコンビ「かもめんたる」のメンバー。
東京都西東京市出身、湘南育ち（幼稚園から小学校5年生まで）、帰国子女（中学校3年生から高校卒業までオーストラリアで過ごす）。身長165cm、体重55kg、血液型AB型。B：84 cm、W：73 cm、H：89 cm、靴のサイズ26.5 cm。

## 略歴
子供の頃からお笑いが好きで、『ドリフ』『加トちゃんケンちゃん』『とんねるずのみなさんのおかげです』を観て育ち、小学6年生の時に観た『ダウンタウンのごっつええ感じ』の松本人志が作るコントに衝撃を受けた。それまでテレビから面白さを届けてもらい受動的に笑っていたのが、視聴者の方から手を伸ばさないと掴めない笑いに変わった。中学3年の夏から高校卒業までオーストラリアで過ごす。日本の食品屋で時々、日本人店主セレクトの日本のお笑い番組のビデオをレンタルしたり日本の漫画を読んだり、『天才たけしの元気が出るテレビ』のコーナー「高校生お笑い甲子園」に影響され、人前で披露することはなかったが、漫才のネタを書いて弟とテープに録音したりしていた。
『ボキャブラ天国』（フジテレビ）ブームでお笑い芸人への間口が広がっていた時代で、1995年にNSCが東京でも開校されたことで入学し芸人になろうと考えたが、親から大学進学を勧められ、自分に才能がなかったらどうしようと不安がよぎったため、大学へ進学する。
1998年に帰国子女枠で受験し、早稲田大学政治経済学部に入学。入学式前日に観た番組『ブレイクもの！』（フジテレビ）に出演したコンビ・ハイデハイデが「コントグループWAGE（早稲田大学）」所属ということに興味を持ち、入学式の帰りにハイデハイデの2人（森ハヤシ〈後のWAGEのリーダー・森迅史〉・井手〈比左士〉）に勧誘を受け、WAGEに入部する。早稲田大学政治経済学部を卒業。岩崎が小島よしおをグループに誘ったといわれている。
WAGEは創設当初からコントグループで、約10人の演者がコントに応じてユニットを組んだりハイデハイデのようにコンビを組んだりしていた。大学のサークルとしてのWAGEは渋谷のライブハウス「SHIBUYA TAKE OFF 7」を月一で借りてライブを行ったり、プロの芸人の審査員のいる校外のライブに出たり活動をしていた。
サークル入部当初からプロになることを口にしており、当時組んでいたコンビでホリプロのネタ見せに参加したが、箸にも棒にもかからずこのままでは芸人にはなれないとショックを受け、外で勝負したいという気持ちもあり、大学3年時にWAGEを離れ、東京NSCに入学。在学中は佐藤大（現グランジ）とのコンビ「ツユクサ」を組んでいた。NSC卒業の時期に、アミューズがお笑い部門を立ち上げ、『ギャグ大学』というアミューズの大会で結果を残した学生芸人を所属させるという動きがあり、WAGEがそこで結果を残し始めていたので、吉本を離れWAGEに戻る。大学4年時にはサークルの幹事長を務めていた。2001年に5人組のコントグループ「WAGE」としてアミューズからデビュー。
WAGEのメンバーとして2005年まで活動。WAGE時代はリーダーの森と岩崎でネタを作成しており、テレビや大会向けにシステマチックな森のネタが多く採用されるようになり、う大は自分の思うお笑いができない時期が続いた。一緒にナンパする仲だった森との関係がプロになったことでシビアになっていったという。グループ休止後、2007年6月に単独のコントライブを行うなど、ピン芸人としてライブハウスを中心に活動。その後、同じWAGEのメンバーだった槙尾ユウスケと演劇ユニット「劇団イワサキマキオを結成する。
2010年10月にコンビ名を「かもめんたる」、芸名を本名から「岩崎う大」に改名する。
2015年に第3子の女児が誕生。
2020年12月、文章投稿サイト「note」での『キングオブコント』の寸評が話題になったことから、『しくじり先生 俺みたいになるな!!』（テレビ朝日系）の特別企画として、岩崎が審査員を務める『キングオブう大』が開催された。キングオブコント準決勝進出者を中心としたメンバーのネタを批評し、ザ・マミィやコットンは『キングオブう大』出場後に準優勝、サルゴリラは出場後に優勝した。
2020年は劇団かもめんたるの第8回公演である『GOOD PETS FOR THE GOD』で第64回岸田國士戯曲賞候補に、2021年は第9回公演『君とならどんな夕暮れも怖くない』で第65回の同賞候補に2年連続で選出された。
2023年、芸歴5年目以下の芸人を対象とした賞レース・『UNDER5 AWARD』、『ABCお笑いグランプリ』の決勝戦の審査員に選出される。

## 人物
コント、演劇、テレビドラマの脚本など、話作りを得意としており、天才、鬼才、変態と称され、手掛けるコントや演劇、漫画などは同業者やその業界の関係者からの評価が高い。
YouTubeやnoteでは『キングオブコント』や『M-1グランプリ』、『R-1グランプリ』、『THE W』などの賞レースのネタを批評し、テレビでは『しくじり先生』（テレビ朝日系）内の企画「キングオブう大」で『キングオブコント』や『THE W』の準決勝進出5組のネタを評価するなど、昨今、高度化しているお笑いの伝わりにくい部分を理論的に補填し視聴者に伝えるという”芸人を批評する芸人”という稀有な存在となっている。バラエティ番組ではお笑い以外の演技指導をしたり、役者発掘育成型のオーディション番組で講師として出演したり演出家としての一面も見せる。
千原ジュニア（千原兄弟）は、お笑いの作り方として「理詰めは小さくまとまってしまいがち。感覚的なものは爆発的な強さもあるが大けがの危険性もはらんでいる」と前提においた上で、う大の作るお笑いを「理論をフリにしたりしながら、感覚でいってってる」と評価している。また、劇団かもめんたるの舞台を観賞した際は絶賛し、う大を「もっと評価されるべき」「（世間の）評価はだいぶ低いと思う」とも語った。岩尾望（フットボールアワー）は舞台を観賞した上で、「いわば、う大は狂った世界を描くわけだが平日の昼間から観客がそれを見てゲラゲラ笑っている」「こんなことを2時間かけて見せる子が、よく4分にコントをまとめて『キングオブコント』で優勝したよな」と語った。
著作の漫画作品『マイデリケートゾーン』（小学館）は、コントでも出来ないようなぶっ飛んだ世界観、常人が思いもつかない発想、妄想のエロに取り憑かれた人たちの物語の短編が並ぶ。今作についてう大は、自分の作風を全開にして描いたという。かもめんたるのファンを公言する漫画家・諫山創は「天才の頭の中を覗き見てしまった」と評価している。
一番好きな映画は『マイライフ・アズ・ア・ドッグ』（1985／スウェーデン）。
父は弁護士で、母はかもめんたるのコント「言葉売り」でう大が演じる中年女性のモデルになった人物。
妻はムードメーカーで、台本やエッセイの相談をするなど、う大の一番の理解者だという。森田哲矢（さらば青春の光）からは「尖っている」と称されている。二男一女で、子供からは「うだい」と下の名前で呼ばれている。長男が一番う大に感性が近い。
【以下、サンミュージックGETホームページより】
- 特技：英会話、イラスト、自転車移動。
- 趣味：銀細工、爬虫類の世話、料理。
- 血液型：AB型。
- ペット：爬虫類。
- 自彊術が好き。

## 出演
コンビでの出演は、かもめんたるの項を参照。

### バラエティ
- ジャガイモン 第81回（2012年4月26日、テレ朝チャンネル）
- 内村とザワつく夜（2014年7月29日・8月12日、TBS）
- ひろいきの（2014年2月4日 - 25日、フジテレビ）
- ざっくりハイタッチ（2015年12月6日、テレビ東京）
- オワライターズ（2016年9月20日・2017年4月5日、フジテレビ）
- 正解の無いクイズ（2023年 - 、テレビ東京）

### テレビドラマ
- 名古屋嬢の恋（2008年8月31日・9月1日、東海テレビ）
- 7万人探偵ニトベ 第1話（2009年4月23日、BS朝日）
- 雨天中止ナイン（2014年5月12日 - 6月2日、テレビ東京）- イワサキ 役[30]
- SMOKING GUN〜決定的証拠〜 第6話（2014年5月14日、フジテレビ）- 島本 役
- 怪奇恋愛作戦（2015年1月 - 3月、テレビ東京）- 巡査A 役
- 名古屋行き最終列車 第3弾 第2夜（2015年2月3日、名古屋テレビ）- 玉川光彦 役
- ジョナ散歩第2期 第4話（2015年2月5日、NHK Eテレ）
- 太鼓持ちの達人〜正しい××のほめ方〜 第7話（2015年2月23日、テレビ東京）- 成田兼男 役
- 激辛ドM男子（2015年11月3日、テレビ東京）- 小物上司のネチネチした嫌味にストレスを感じるサラリーマン 役
- 新・牡丹と薔薇 第38話（2016年1月26日、東海テレビ・フジテレビ）- 披露宴会場司会者 役
- スペシャリスト 第4話（2016年2月4日、テレビ朝日）- 瞬間 役
- 放送90年 大河ファンタジー「精霊の守り人II 悲しき破壊神」（2017年1月 - 3月、NHK） - トウノ 役[31]
- 脳にスマホが埋められた! 第6話（2017年8月10日、日本テレビ）
- あいの結婚相談所 第3話（2017年8月11日、テレビ朝日）- 司会者 役[32]
- 面白南極料理人（2019年1月13日 - 3月31日、テレビ大阪・BSテレ東）- 鈴木隊員 役
- ラジエーションハウス～放射線科の診断レポート～ 第1話・最終回（2019年4月8日・6月17日、フジテレビ） ‐ 藤堂医師 役
- バカリズムのうがった平成百景（2019年4月29日、NHK BSプレミアム）- 松永一郎 役
- 最上の命医2019（2019年10月2日、テレビ東京） - 有元幸雄 役
- 記憶捜査〜新宿東署事件ファイル〜 シーズン2 第3話（テレビ東京、2020年11月6日）- 冲方裕也 役
- 監察医 朝顔 第2シリーズ 最終話（2021年3月22日、フジテレビ） - 秋山丈一 役
- 珈琲いかがでしょう 第2話（2021年4月12日、テレビ東京） - 村下正 役
- 生きるとか死ぬとか父親とか 第8話（2021年5月29日、テレビ東京） - 青柳タツヤ 役
- 元彼の遺言状 第1話（2022年4月11日、フジテレビ） - 山本弁護士 役
- 妖怪シェアハウス-帰ってきたん怪- 第4話・第5話（2022年4月30日・5月7日、テレビ朝日）- 小豆沢琉 / 小豆洗い 役
- WOWOWオリジナルドラマ「椅子」 第1話「電球を替えたい」（2022年5月27日 、WOWOW）- 進 役[33]
- 完全に詰んだイチ子はもうカリスマになるしかないの （2022年11月2日 - 12月21日、テレビ東京） - 坂巻 役[34]
- トリリオンゲーム 第4話（2023年8月4日、TBS） - 堀本 役[35]
- 泥濘の食卓（2023年10月21日 - 12月16日、テレビ朝日） - 捻木正数 役[36]
- 街並み照らすヤツら 第7話（2024年6月8日、日本テレビ）[37] - おもちゃ屋 役
- 離婚弁護士 スパイダー Season2 〜偽りと裏切り編〜 第3話（2025年2月22日、日本テレビ） - 大杉哲司 役[38]
- ダメマネ! -ダメなタレント、マネジメントします-（2025年4月20日 - 6月22日、日本テレビ） - 水島ジョージ 役[39]

### 映画
- 奴隷区 僕と23人の奴隷（ティ・ジョイ、2014年6月28日公開）- 中野タイジュ 役
- 内村さまぁ〜ず THE MOVIE エンジェル（2015年9月11日公開）
- 田沼旅館の奇跡（2015年12月5日、KATSU-do）- 秦祐次 役
- 仮面ライダー1号（2016年3月26日、東映） - ショッカー戦闘員 役
- 有吉の壁 カベデミー賞 THE MOVIE「秋定麗子物語〜A pionner of all things〜」（2022年6月11日、ライブビューイングジャパン）[40]
- 逆火（2025年7月11日、KADOKAWA）[41]

### 舞台
- 朗読劇『美幸』（2024年1月14日、シアターマーキュリー新宿）[42]
- ニッポン放送開局70周年記念公演『鴨川ホルモー、ワンスモア』（2024年4月12日 - 29日、サンシャイン劇場 / 5月3日・4日、サンケイホールブリーゼ）[43]

### CM
- ワールドサッカー ウイニングイレブン 2010

### PV
- HAPPY BIRTHDAY 「イチャイチャチュッチュキャピキャピラブラブスリスリドキドキ」（2013年2月6日）

### ネット配信
- 内村さまぁ～ず#219（2015年、E!TV内さま.com /TOKYO MXほか）
- THE LIMIT 第3話「ユニットバスの2人」（2021年3月19日配信、Hulu）- 桑元次郎 役
- 忍びの家 House of Ninjas（2024年、Netflix）- 野崎一平 役
- 職場ギャンブラー（2025年4月30日、UniReel） - 橋本正義 役[44]

### オリジナルビデオ
- ネトラセラレ（2018年4月27日、R18版全3巻、通常版全1巻、竹書房・リバプール） - 伊澄秀次郎 役[45]

### ラジオドラマ
- FMシアター（NHK-FM）
  - ロクデナシの夜（2014年12月13日）[46]
  - 私は”サバイバー”（2017年7月1日）[47]

## 脚本作品

### テレビドラマ
- 世にも奇妙な物語 '17春の特別編「赤」（2017年4月12日、フジテレビ）
- 戦慄女子 第2話・第5話（2018年8月25日・10月13日、 エンタメ～テレ）
- バカリズムのうがった平成百景（2019年4月29日、NHK BSプレミアム）
- 四月一日さん家と 第6話・第10話（2020年5月11日・6月8日、テレビ東京） - 端役として、声のみの出演も行った。
- おしゃ家ソムリエおしゃ子! 第5話（2020年8月13日、テレビ東京）
- 脚本芸人 第3夜（2022年6月24日、フジテレビ）[48]
- 完全に詰んだイチ子はもうカリスマになるしかないの 第5話 （2022年11月30日、テレビ東京） - 脚本・監督[49]
- NHKスペシャル（NHK総合）
  - 未解決事件 File.10 下山事件（2024年3月30日） - 児玉誉士夫 役
- ダメマネ! -ダメなタレント、マネジメントします- 第4話・第5話（2025年5月11日・5月18日、日本テレビ）

### オリジナルビデオ
- 団地妻は、わけあってヤリました。（2019年3月25日、リバプール）[50]

### 映画
- 燃えよ！失敗女子 （2019年、ユナイテッドエンタテインメント）[51]

### 配信ドラマ
- THE LIMIT 第3話「ユニットバスの2人」、第5話「切れない電話」（2021年、Hulu）
- 笑ゥせぇるすまん 第11話「ホワイト上司」（2025年、Amazon Prime Video）[52]

### テレビアニメ
- あはれ!名作くん（2016年4月8日 - 、NHK Eテレ）
- ビジネスフィッシュ（2019年7月8日 - 9月23日、TOKYO MX）

### Webアニメ
- スペアイ SPACE IDOL（2023年1月26日、DMM TV）

### 演劇
- 四月一日さん家の ON STAGE （2019年11月19日 - 12月17日） - 第1部の脚本を担当
- スルメが丘は花の匂い（2022年7 - 8月、パルコ・プロデュース）- 脚本・演出[53]
- 漫才ギャング -リローデッド-（2023年5月 - 6月、銀座博品館劇場／COOL JAPAN PARK OSAKA） - 脚本
- メイジ・ザ・キャッツアイ（2024年2月6日 - 3月3日、明治座）- 脚本
- 歌舞伎町シャーロック（2024年5月17日 - 26日、IMM THEATER）- 脚本

## 番組構成
- ネタドラ〜漫才・コントを原作にドラマ化〜（2017年 - 2020年、日本テレビ）- 第1回ネタドラ監督としても出演（かもめんたるとして）
- ニャンちゅう!宇宙!放送チュー!（2018年4月8日 - 、NHK Eテレ）- どきどきキャンプの佐藤満春とともに放送作家として参加

## 監督作品

### PV
- 乃木坂46 7th 松村沙友理 個人PV「松村沙友理×岩崎う大（かもめんたる）」（2013年）
- 乃木坂46 12th 生田絵梨花&白石麻衣 ペアPV「生田絵梨花&白石麻衣」（2015年）※脚色

## 書籍

### 単著
- 『偽りなきコントの世界』KADOKAWA、2023年、ISBN 978-4041132005。

### 共著
- 水野敬也・岩崎う大『仕事のストレスが笑いに変わる！サラリーマン大喜利』文響社、2017年、ISBN 978-4866510330。

### 漫画
- 『マイデリケートゾーン』小学館、2018年、ISBN 978-4778034061。